# Acide triméthylsilylpropanoïque
L'acide triméthylsilylpropanoïque (TSP) est un composé chimique de formule (CH3)3Si–CH2–CH2–COOH. Lui et le sel sodique de son isotopologue deutéré, le triméthylsilylpropanoate de sodium deutéré, sont utilisés comme références internes en spectroscopie RMN pour les solvants aqueux tels que l'eau lourde D2O.